# الجيلاني (الفيوم)
قرية الجيلاني هي إحدى القرى التابعة لمركز ابشواى في محافظة الفيوم في جمهورية مصر العربية. حسب إحصاءات سنة 2006، بلغ إجمالي السكان في الجيلاني 9153 نسمة، منهم 4654 رجل و4499 امرأة.